# Stäket redutt

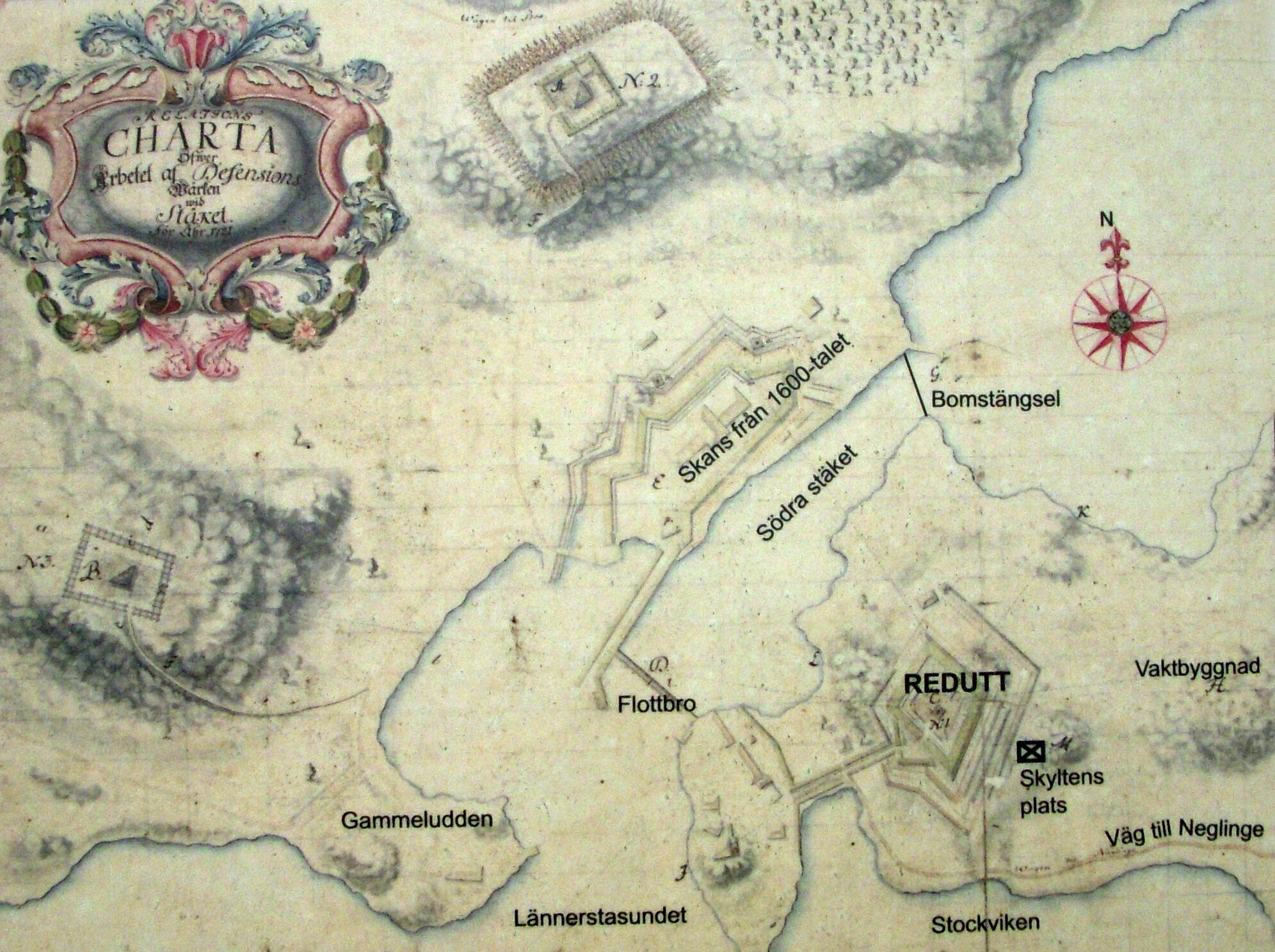
Relationsritning över försvarsverken vid Baggenstäket 1721 (med nutida förklaringar).

Stäket redutt var en skans vid Baggenstäkets södra sida i nuvarande Nacka kommun. Skansen anlades som en redutt genom  Baltzar von Dahlheim initiativ 1719-1743 och fick sin slutgiltiga utformning till Finska kriget 1808-1809. Resterna av anläggningen finns fortfarande bevarade på Skogsö kyrkogård (Saltsjöbadens kyrkogård) intill Skogsö kapell.

## Historik
År 1676 fick fortifikationsingenjören Johan Peter Kirstenius (son till Petrus Kirstenius) av Erik Dahlbergh uppdraget att ordna befästningsverk vid Baggenstäket. På norra sidan om Baggenstäket byggdes några mindre skansar, som spelade en viss roll för utgången av slaget vid Stäket sommaren 1719. Vid södra sidan fanns vid detta tillfälle inget försvarsverk och eftersom man kunde befara ett nytt ryskt angrepp fick "hjälten från Stäket",  Baltzar von Dahlheim, i uppdrag att låta uppföra en ny större skans på Skogsösidan av Stäket.
Från början bestod anläggningen bara av risknippen, så kallade faschiner. 1723 beslutade defensionskommissionen efter ett besök på platsen att redutten skulle moderniseras med jordvallar och kompletteras med en vaktbyggnad av sten på höjden bakom. Den fick formen av en romb och från sin position kunde man bestryka hela Baggenstäket samt skjuta mot alla väderstreck.
Redutten nyttjades under hela 1700-talet, exempelvis lånades den ut till ryssarna i samband med Dalupproret 1743, men fick sin slutliga form till Finska kriget 1808-1809. Under 1800-talets andra hälft uppgjordes flera förslag till modernisering av anläggningen men det saknades pengar och man satsade istället på Vaxholms yttre befästningslinje. I 1914 års befästningsplan fanns Baggenstäket ej med längre.
Vid en undersökninga av RAÄ 1981 angavs skansens mått med 65x50 meter i nord-syd riktning med jordvallar 4-8 meter höga och  5-10 meter breda. Skansens inre mått är cirka 30x30 meter och begränsas på utsidan genom djupa vallgravsliknande diken, som är 5-10 meter breda och 1-2 meter djupa. Dessa har troligen uppkommit när material tagits till skansen. I sydväst har vallen en cirka  3 meter bred öppning. Vaktbyggnaden finns inte längre kvar, på dess plats står idag Skogsö kapell.

## Nutida bilder

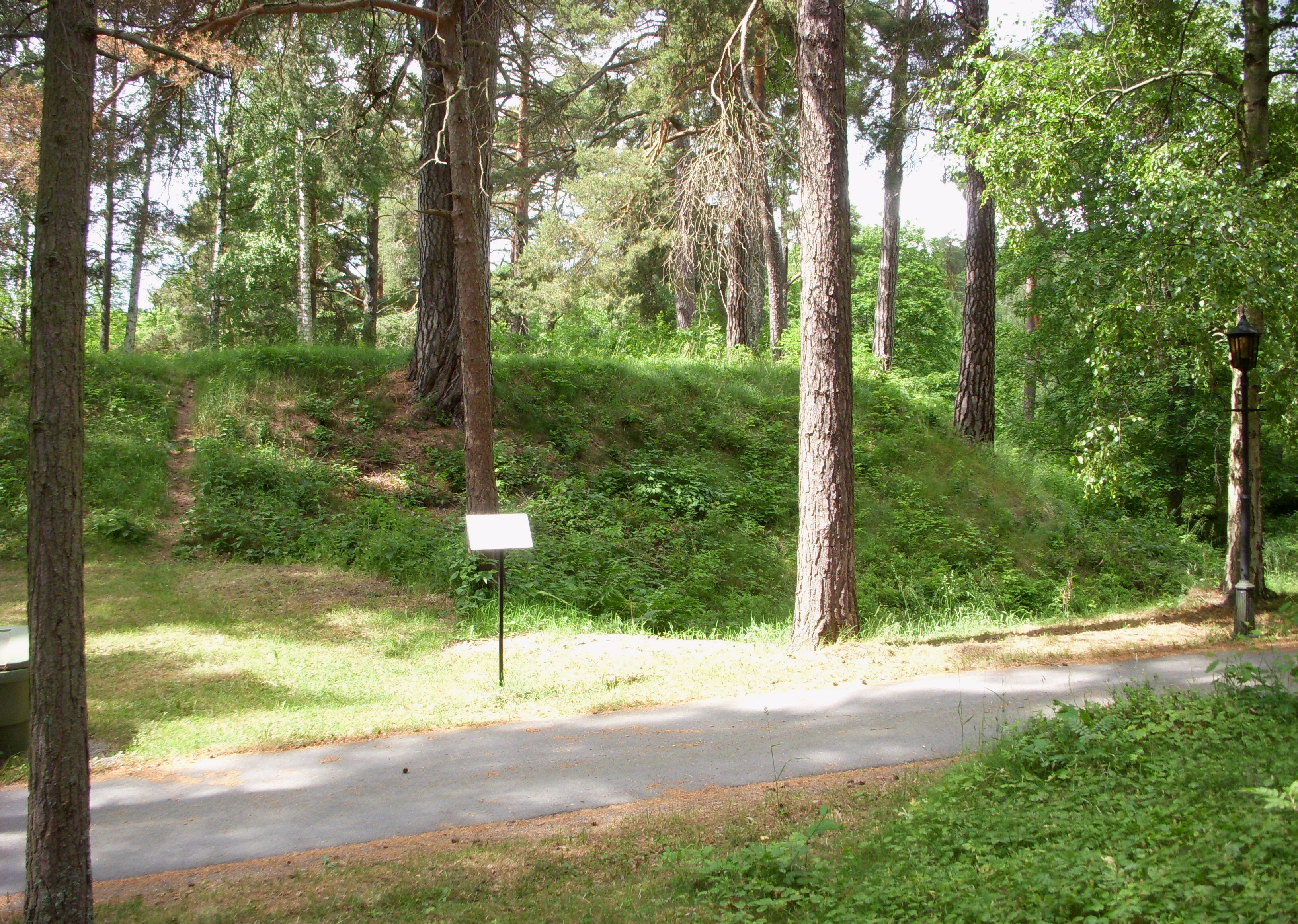
Sydöstra vallen och informationstavlan
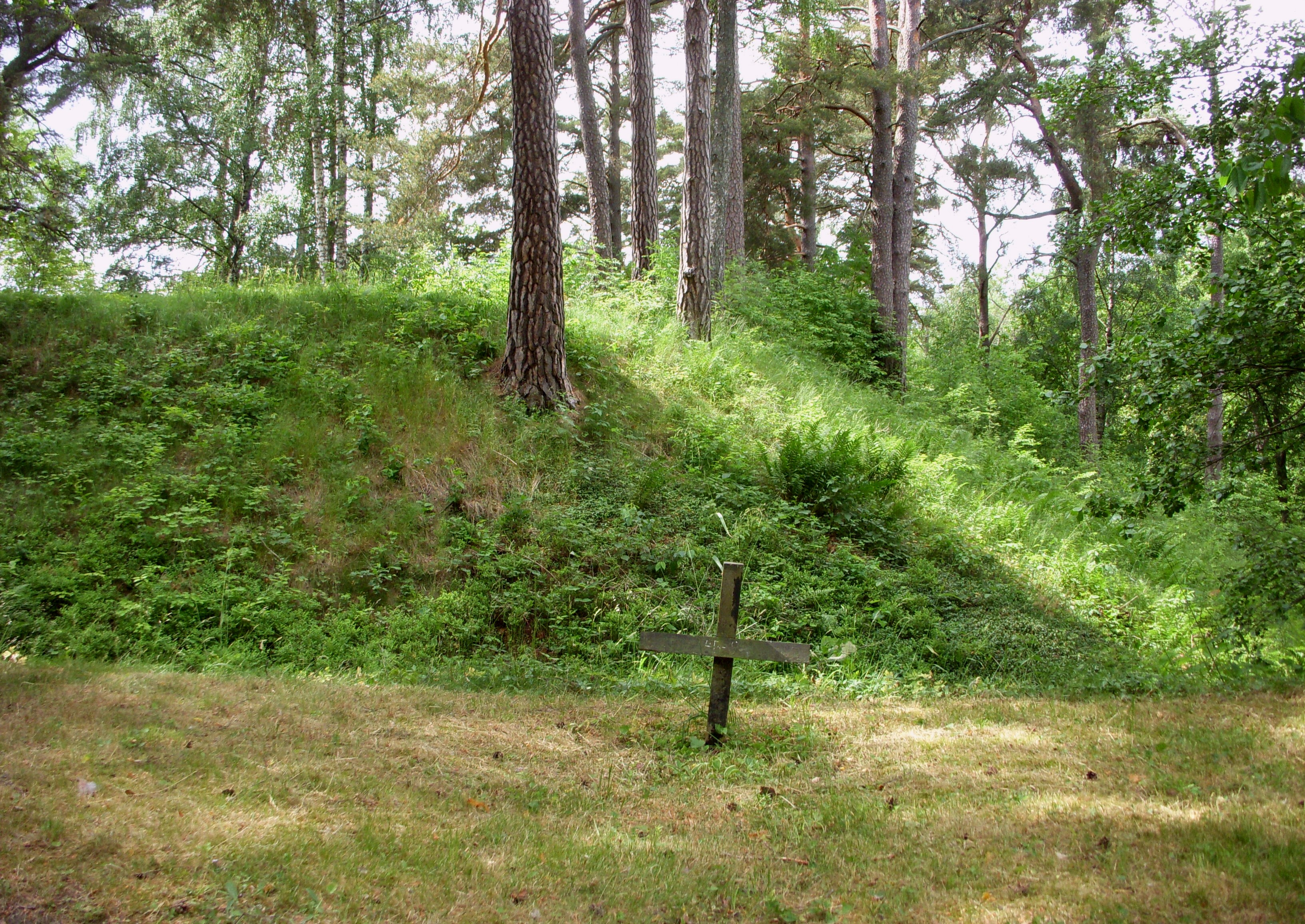
Nordöstra vallen med ett gravkors från Boo gamla kyrkogård
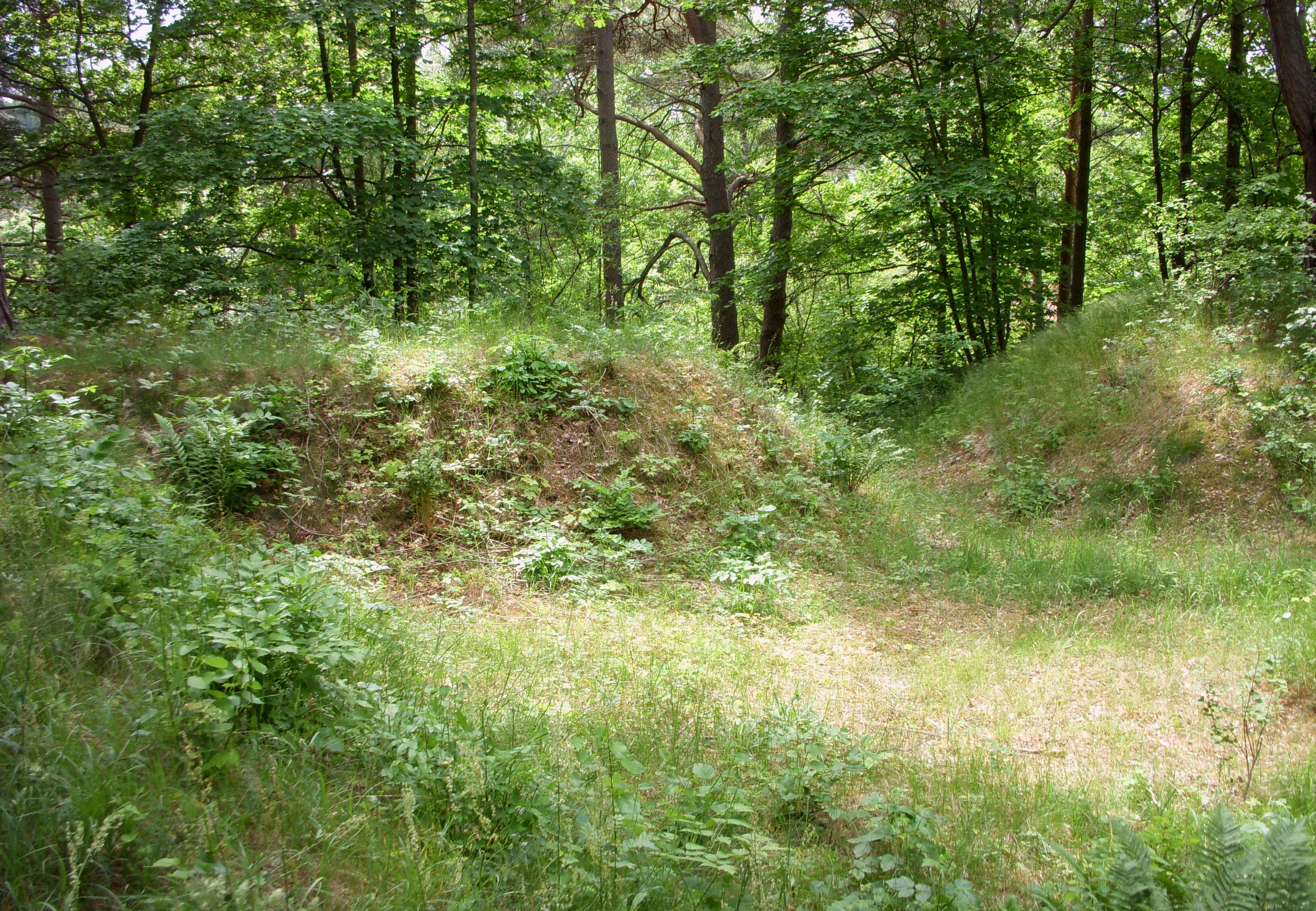
Västra vallen med öppningen mot väst
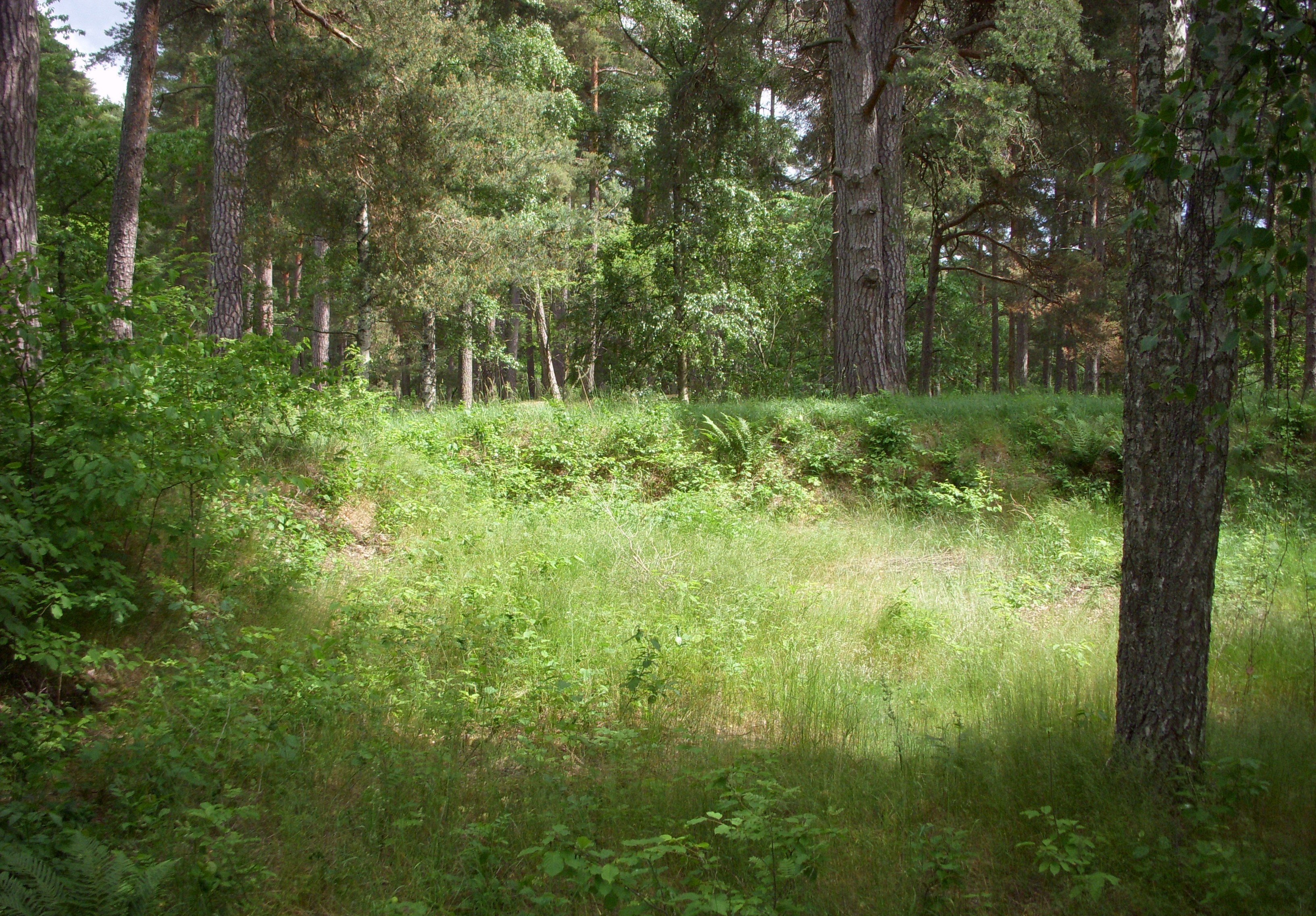
Östra vallen sedd inifrån skansen